# Varanus cerambonensis
Il varano delle mangrovie di Ceram (Varanus cerambonensis Ziegler, Böhme e Philipp, 1999) è una specie della famiglia dei Varanidi originaria dell'Indonesia, più precisamente di alcune isole delle Molucche centrali e, forse, dell'estremità occidentale della Nuova Guinea. Appartiene al complesso di specie indicus del sottogenere Euprepiosaurus.

## Descrizione
Il varano delle mangrovie di Ceram, con una lunghezza totale che non supera i 95 cm, è più piccolo della maggior parte dei varani. Le sue narici sono situate più vicino all'estremità del muso che agli occhi. La coda, munita di due carene dorsali, è compressa lateralmente.

## Distribuzione e habitat
Vive nelle regioni costiere di alcune isole delle Molucche, come Ambon, Seram, Obi, Buru e Banda. Ad Ambon e, probabilmente, anche in Nuova Guinea, V. cerambonensis condivide l'areale con V. indicus.

## Biologia
Fortemente legato all'ambiente acquatico e assai attivo, il varano delle mangrovie di Ceram è in grado di correre, nuotare, arrampicarsi e interrarsi con pari abilità.